# ماري حنا
ماري حنا (بالإنجليزية: Mary Hanna)‏ هي فارسة ‏ أسترالية، ولدت في 1 ديسمبر 1954 في ملبورن في أستراليا.

## وصلات خارجية
- ماري حنا على موقع الاتحاد الدولي للفروسية (الإنجليزية)
- ماري حنا على موقع FEI (رابط بديل) (الإنجليزية)
- ماري حنا على موقع أوليمبيديا (الإنجليزية)
- ماري حنا على موقع اللجنة الأولمبية الأسترالية (الإنجليزية)